# Jardín Botánico Humboldt
El Jardín Botánico Humboldt (en inglés: Humboldt Botanical Garden, es un jardín botánico de 44.5 acres (18 hectáreas) de extensión, que está en construcción en el College of the Redwoods, cerca de Eureka, California, Estados Unidos. 
Está administrado por una asociación sin ánimo de lucro, la « Humboldt Botanical Gardens Foundation ». 
El código de identificación del Humboldt Botanical Garden como miembro del "Botanic Gardens Conservation Internacional" (BGCI), así como las siglas de su herbario es EUREK.

## Localización
El jardín botánico se ubica en la proximidad de Eureka.
Humboldt Botanical Garden, P.O. Box 6117 Eureka, Humboldt, California CA 95502-6117 United States of America-Estados Unidos de América.
Planos y vistas satelitales.40°28′47.64″N 124°5′59.9994″O / 40.4799000, -124.099999833
La entrada es gratuita.

## Historia
La fundación del jardín botánico de Humboldt fue organizada por un pequeño grupo de voluntarios en 1991. La meta era crear un jardín botánico educativo en y para la región norteña de la costa de California. 
De una pequeña base inicial de unas diez personas, el HBGF ha aumentado a unos 1000 individuos, familias y miembros de negocios. Millares de personas atienden a la organización, acontecimientos educativos y eventos especiales anuales.
La creación de bancales y preparaciones del terreno comenzaron en agosto del 2003 y el diseño y las plantaciones de los jardines iniciales se realizaron entre el 2006 y el 2008. Secciones completas del Humboldt Botanical Garden estaban previstas para abrir al público en el 2008.

## Colecciones
El jardín botánico ha puesto un interés especial en las plantas nativas de la costa norte de California manteniendo una colección de coníferas, Iris y de Lilium occidentale.
Entre los jardines completados hasta el 2009, se encuentran:
- Sun Valley Greenhouse, invernadero.
- Lost Coast Brewery Native Plant Garden, plantas nativas de la costa norte de California.
- Wildberries Natural Riparian Area, colección de arbustos silvestres y plantas de humedales.
- Moss Family Temperate Woodland Garden, árboles de las zonas templadas.
- Dedekam Ornamental Terrace Garden, colección de plantas herbáceas y flores de temporada.